# لي واي سزي
لي واي سزي (بالإنجليزية: Lee Wai Sze) مواليد 12 مايو 1987 في كولون، هونغ كونغ، هو دراج هونغ كونغي في صنف سباق الدراجات على المضمار. شارك في دورة الألعاب الأولمبية الصيفية وفاز بميدالية أولمبية.

## الميداليات
| الميدالية | المسابقة                       |
| --------- | ------------------------------ |
| برونزية   | الألعاب الأولمبية الصيفية 2012 |
| ذهبية     | دورة الألعاب الآسيوية 2010     |
| ذهبية     | دورة الألعاب الآسيوية 2014     |
| ذهبية     | دورة الألعاب الآسيوية 2014     |
| برونزية   | دورة الألعاب الآسيوية 2010     |

## روابط خارجية
- لي واي سزي على موقع أرشيف الدراجات (الإنجليزية)
- لي واي سزي على موقع CycleBase (الإنجليزية)
- لي واي سزي على موقع اللجنة الأولمبية الدولية (الإنجليزية)
- لي واي سزي على موقع أوليمبيديا (الإنجليزية)
- لي واي سزي على موقع اللجنة الأولمبية الصينية (الإنجليزية)